# 裵美貞
裵 美貞（ベ・ミジョン、朝: 배 미정、英: Bae Mi-Jeong　1968年7月18日- ）は韓国の柔道選手。階級は72kg級。

## 人物
1987年の世界選手権72kg級では2回戦で中国の劉愛香に敗れた。1988年のアジア選手権では優勝した。地元で開催されたソウルオリンピック(公開競技)ではノーマークながら決勝まで進むが、元世界チャンピオンであるベルギーのイングリッド・ベルグマンスに腕挫十字固で敗れたものの銀メダルを獲得した。

## 主な戦績
- 1988年 - アジア選手権　優勝
- 1988年 - ソウルオリンピック　2位